# Triangle (ブランド)
Triangle（トライアングル）は、有限会社ルートツーによるアダルトゲームのブランドである。本拠は広島市佐伯区。姉妹ブランドに「Delta」がある。
グレイト広島開発室プラムの元スタッフがグレイト倒産後に設立した会社である。6作目の作品である『魔法戦士スイートナイツ』が、Triangleの注目を集めていく事になり、以降この作品の続編や設定を共有する作品が製作され、これらは『魔法戦士シリーズ』と呼ばれ人気を得ている。

## 傘下のブランド（チーム）一覧
- Triangle
- Triangle bitter
- Delta
- Trois
- Drei
- DD・T

メーカー上の表記はブランドであるが、Delta&Trois&Dreiが別ブランドとして分家したことから、どちらかというとチーム的なものである。
「私の父と弟のナニがアレすぎて困ってる。」より、DeltaはDD･Tブランドのレーベルとなった。

## 作品一覧

### Triangle
- 2000年9月1日 - え〜んじぇる!!
- 2000年12月1日 - ま・ま・ゴ・ト
- 2001年3月30日 - らぶらぶ☆ストレンジDays
- 2001年8月3日 - W/B
- 2001年11月2日 - よくできました。
- 2002年5月17日 - 魔法戦士スイートナイツ
- 2002年7月19日 - サクラ紀行
- 2002年12月 - いもうと観察日記
- 2003年5月23日 - 魔法戦士プリンセスティア
- 2003年10月24日 - たのしいちょうきょ〜♪
- 2003年12月5日 - 保母さんちゅ!
- 2004年4月2日 - 魔法戦士スイートナイツ2 〜メッツァー叛乱〜
- 2004年10月15日 - いもうと観察日記2
- 2005年5月27日 - 光臨天使エンシェル・レナ
- 2005年5月27日 - 魔法戦士スイートナイツ コンプリートDISC
- 2006年4月28日 - AXIA
- 2006年11月24日 - やっぱり妹がすきっ!
- 2007年3月30日 - 魔法戦士シンフォニックナイツ
- 2007年9月28日 - 魔法戦士エリクシルナイツ
- 2008年3月28日 - セイクリッドグラウンド
- 2008年9月26日 - 魔法戦士レムティアナイツ
- 2009年3月27日 - 来てね!魔法戦士の学園祭 〜FANDISCの乙女たち〜
- 2009年10月2日 - 魔動装兵クラインハーゼ
- 2010年7月2日 - エグゼクタースクリプト
- 2011年1月28日 - 妄想ぷろとこる! -姫×巫女×ロボ-
- 2011年7月29日 - 魔法戦士フェアリーメイズ
- 2012年3月30日 - ヴァンパイアクルセイダーズ
- 2012年9月28日 - 魔法戦士エクストラステージ 〜10th Anniversary〜
- 2013年6月28日 - 魔法剣姫アークキャリバー ～魔族降誕～
- 2013年11月29日 - 魔法戦士コンプリートディスク3
- 2014年1月28日 - 魔法戦士エクストラステージ2 -学園感獄-
- 2014年5月30日 - クリムゾン・ルナティクス
- 2014年12月26日 - 神骸魂装姫ヤクモ
- 2015年6月26日 - 幻聖神姫LINEAGE -セイクリッドリネージュ-
- 2015年8月28日 - 魔法戦士フェアリーメイズ エクストラステージ
- 2015年8月28日 - 魔法戦士フェアリーメイズ エクストラステージ
- 2016年7月29日 - 幻聖神姫セイクリッドFD
- 2016年11月25日 - 魔法戦士ネクストイグニッション
- 2016年12月22日 - 幻聖神姫セイクリッドヴァース
- 2017年7月28日 - sin光臨天使エンシェル・レナ -REINCARNATION-
- 2017年12月22日 - 魔法戦士 ENDLESS DESIRE
- 2018年6月29日 - 魔法戦士イクシードナイツ -新たなる世界の女神たち-
- 2018年12月21日 - sin光臨天使エンシェル･レナFD -FACE THE DESTINY-
- 2019年6月28日 - 魔法戦士エメロードナイツ -絆を紡ぐ女神たち-
- 2020年2月28日 - 神装剣姫 アークセイバー ～魔族懐胞～
- 2020年6月26日 - Triangle Complete Disc 6
- 2020年12月25日 - プリンセスクライシス[2]
- 2021年4月30日 - 天翼のアスクレイン
- 2021年6月18日 - 天翼のアスクレイン NIGHTMARE CURSE
- 2021年11月26日 - 魔法戦士レムティアナイツ2 -こわれゆく世界の女神たち-
- 2022年2月25日 - 魔法戦士レムティアナイツ2 Fall into lust
- 2022年3月25日 - Triangle コンプリートディスク7
- 2022年4月29日 - 魔法戦士レムティアナイツ2 Another World[3]
- 2022年11月25日 - 魔法戦士 FINAL IGNITION
- 2022年12月24日 - 魔法戦士 Christmas Ignition
- 2023年1月27日 - 魔法戦士After the Final 黒銀の魔王
- 2023年5月26日 - 光装剣姫アークブレイバー 魔族篇胞
- 2023年6月30日 - 光装剣姫アークブレイバー 楽園天国[4]
- 2023年7月28日 - 光装剣姫アークブレイバー 獣欲に堕ちる勇者たち[5]
- 2023年12月22日 - 魔法戦士EXTRA IGNITION[6]
- 2024年5月31日 - 魔法閃士フェアリーバレット
- 2024年11月29日 - 幻聖剣姫セイクリッドアーク
- 2025年5月30日 - 魔法戦士エクストラバースト 天使断罪

### Delta
- 2005年9月22日 - 姦狩 〜凌辱報告書〜
- 2006年3月31日 - 愛玩隷嬢 〜Doll〜
- 2007年6月8日 - 麗佳牝犬調教
- 2008年7月18日 - 飼育白書
- 2008年12月5日 - ふたなりカノンちゃん
- 2009年4月17日 - 露出人形 〜恥ずかしさに震える少女〜
- 2009年12月18日 - MONSTER PARK
- 2010年3月19日 - 晒され妻
- 2010年10月29日 - おねがい助けて! 〜外に出たらヤられちゃう〜
- 2010年12月23日 - One☆らばー!! 〜ミクちゃんの恋人〜
- 2011年9月16日 - 獣魔戦姫エクセリア 〜異種交配実験のはてに〜
- 2012年3月30日 - 牝犬発情記 〜かげりゆく日常〜
- 2013年1月25日 - 獣箱 ～けだもの箱～ BEAST BOX
- 2014年2月21日 - おねがい助けて！！2 ～注がれ続ける精液～

### Trois
- 2012年8月31日 - MONSTER PARK 2 〜神々を宿した乙女〜
- 2013年3月29日 - モンスター・ハザード 〜化け物達の狂宴〜
- 2013年10月25日 - Monster Park2 FANDISC 〜Lost episode〜
- 2014年12月24日 - Monster Park2 FainalUpdate
- 2015年10月9日 - 魔法の守護姫アルテミナ2 〜戦え! アポローグ〜

### Drei
- 2015年3月27日 - J×J 〜女子校生獣化計画〜
- 2016年5月20日 - ヘチマに恋する女子校生
- 2017年4月28日 - 麗佳FINAL 〜獣悦の記憶〜

### DD･T
- 2022年3月18日 - [私の父と弟のナニがアレすぎて困ってる。 〜私もうあの家に帰りたくない〜